# Carola Vogt-Breyer
Carola Vogt-Breyer (* 1966) ist eine deutsche Ingenieurin im Fachbereich des Bauingenieurwesens. Sie ist Professorin an der Hochschule für Technik in Stuttgart.

## Werdegang
Carola Vogt-Breyer hat von 1985 bis 1991 Bauingenieurwesen an der Technischen Universität Kaiserslautern in der Vertiefung Massivbau, Statik und Grundbau studiert und mit dem Diplom abgeschlossen. Im Anschluss war sie für drei Jahre als Projektingenieurin bei Smoltczyk & Partner GmbH in Stuttgart tätig. Als wissenschaftliche Mitarbeiterin am Institut für Geotechnik der Universität Stuttgart promovierte sie 1999.
Im Anschluss war sie für sechs Jahre als Projektingenieurin im Bereich Geotechnik in Deutschland und Dänemark angestellt. Zudem ist sie seit 2006 als Professorin für Geotechnik an der HFT Stuttgart tätig und war zu Forschungszwecken an der McMaster University in Hamilton. Derzeit (Stand 8/2022) ist sie Dekanin der Fakultät Bauingenieurwesen, Bauphysik und Wirtschaft.

## Forschungsschwerpunkte
In ihrer Tätigkeit als Professorin liegen Vogt-Breyers Forschungsschwerpunkte in den Bereichen Grundbau, Bodenmechanik und Erdbau.

## Mitgliedschaften
Im Zusammenhang mit ihren Tätigkeiten an diversen Universitäten und Forschungsinstituten ist sie Mitglied bei verschiedensten Institutionen:
- Mitgliedschaft bei der Deutschen Gesellschaft für Geotechnik (DGGT)
- Mitgliedschaft bei der International Society for Soil Mechanics and Geotechnical Engineering (ISSMGE)
- 2. Vorsitzende des Fachbeirats Fremdüberwachung Kanalbau der Zertifizierung Bau e.V., Berlin
- Seit 2011: Regelmäßige Seminarleitung „Mikrotunnelbau, Rohrvortrieb und HDD“ der Technischen Akademie Esslingen (TAE), Ostfildern
- Seit 2011: Regelmäßige Seminarleitung „Baugrund und Altlasten“ der Vereinigung der Straßenbau- und Verkehrsingenieure in Baden-Württemberg e.V.(VSVI), Stuttgart
- Seit 2012: Regelmäßige Leitung des Programmausschusses für das 2-tägige Kolloquium: „Bauen in Boden und Fels“ der Technischen Akademie Esslingen (TAE), Ostfildern
- Gutachterin im BMBF-Forschungsprogramm „Forschung an Fachhochschulen“

## Veröffentlichungen
(Quelle: )

### Monografien
- Vogt-Breyer, C.: „Baugrunderkundung und Geotechnische Gutachten“, Basis-Seminar „Baugrund und Altlasten“ der Vereinigung der Straßenbau- und Verkehrsingenieure in Baden-Württemberg e.V.(VSVI), Stuttgart 2020.
- Vogt-Breyer, C.: „Verfahren, Einsatzgebiete und Erkundung für den grabenlosen Leitungsbau“, Seminar „Mikrotunnelbau, Rohrvortrieb und HDD“ der Technischen Akademie Esslingen (TAE), Ostfildern  2020.
- Vogt-Breyer, C.: „Berechnung, Bemessung und Verformungsanalysen bei Rohrvortrieben“, Seminar „Mikrotunnelbau, Rohrvortrieb und HDD“ der Technischen Akademie Esslingen (TAE), Ostfildern 2020.

### Herausgeberschaften
- Schmidt, H.-H., Buchmaier, R.F., Vogt-Breyer, C.: „Grundlagen der Geotechnik“. 5. Auflage. Springer Vieweg, Wiesbaden 2017, ISBN 978-3658149307.
- Vogt-Breyer, C., Sedran, G., Stolle, D., Guo, P.: Measurement of Stress in Sand. 72nd Canadian Geotechnical Conference, St. John’s, Newfoundland 2019.
- Vogt-Breyer, C., Stolle, D.: Untersuchungen zum Einfluss des Spannungszustands und der Spannungshistorie bei Erddruckmessungen. 11. Kolloquium „Bauen in Boden und Fels“ der Technischen Akademie Esslingen, Ostfildern 2018.

### Artikel
- Schad, H., Vogt-Breyer, C., Bayer, H.-J.: Horizontalbohrungen und Rohrvortrieb. In Witt, K.J. (Hrsg.): Grundbautaschenbuch. 2. Teil. 8. Auflage. Ernst und Sohn, Berlin 2018.